# Парламентские выборы в Великобритании (1970)
Парламентские выборы 1970 года в Великобритании прошли 18 июня. На выборах возглавляемые Эдвардом Хитом консерваторы победили лейбористов под руководством действующего премьер-министра Гарольда Вильсона. Лейбористам не удалось решить проблемы стагнации британской экономики, что отразилось на результатах выборов.
Значительного успеха добились национальные партии. За Шотландскую национальную партию и Партию Уэльса было подано более чем вдвое голосов больше, чем на предыдущих выборах. Шотландской национальной партии впервые удалось провести своего депутата в Палату общин. Им стал Дональд Стюарт от округа Западные острова. Два места получила североирландская партия «Единство». По одному депутату было также избрано от Протестантской юнионистской партии и от независимых лейбористов, а Республиканская лейбористская партия сохранила единственный мандат своего представителя в Палате общин.

## Результаты выборов
| Партия                     | Лидер           | Голосов    | %    | Мест | Δ мест |
| -------------------------- | --------------- | ---------- | ---- | ---- | ------ |
| Консерваторы               | Эдвард Хит      | 13 145 123 | 52,4 | 330  | ▲ 69   |
| Лейбористы                 | Гарольд Вильсон | 12 208 758 | 43,1 | 288  | ▼ 77   |
| Либералы                   | Джереми Торп    | 2 117 035  | 7,5  | 6    | ▼ 6    |
| ШНП                        |                 | 306 802    | 1,1  | 1    | ▲ 1    |
| Партия Уэльса              |                 | 175 016    | 0,6  | 0    | 0      |
| Единство                   |                 | 140 930    | 0,4  | 2    | ▲ 2    |
| Коммунисты                 |                 | 37 970     | 0,1  | 0    | 0      |
| Протестантские юнионисты   |                 | 35 303     | 0,1  | 1    | ▲ 1    |
| Республиканские лейбористы |                 | 30 649     | 0,1  | 1    | 0      |
| Независимые лейбористы     |                 | 24 865     | 0,1  | 1    | ▲ 1    |